# Johnny Reid
Pour les articles homonymes, voir Reid.
John Kirkland Reid (né le 21 août 1974) est un artiste canadien de musique country d'origine écossaise.

## Biographie
Johnny Reid nait le 21 août 1974 à Lanark en Écosse. Il déménagé au Canada en juillet 1988 à l'âge de 13 ans. Son père, un mécanicien diesel, veut donner à Reid et à son frère des opportunités qu'il ne pensait pas qu'ils auraient en Écosse. Johnny est diplômé de la Turner Fenton Secondary School à Brampton (Ontario) en 1992. Reid fréquente ensuite l'université Bishop's à Lennoxville, Québec, où il rencontre sa femme. Il est un des punters de l'équipe de football universitaire.
Il déménage à Nashville (Tennessee) pour faire de la musique country ; lui et sa famille résident à Nashville. Reid est nommé pour le Prix Juno 2008 pour l'enregistrement national de l'année avec sa chanson Kicking Stones. Il est nommé dans la catégorie « Artiste masculin de l'année » pour les prix 2008 et 2009 de la Canadian Country Music Association (CCMA). Il joue lors des célébrations de la fête du Canada sur la colline du Parlement à Ottawa le 1er juillet 2010, auxquelles la reine Élisabeth II et le Prince Philip assistent.

## Carrière musicale

### Another Day, Another Dime(album)
Le premier album de Johnny Reid, Another Day, Another Dime, sort en 1997 chez JCD Records. Cet album ne comporte aucune chanson en solo. Son deuxième album, qui est éponyme et qui sort en 2000, connait peu de succès. Cet album comporte trois chansons en solo ; toutes les trois atteignent le niveau minimal du palmarès. La première, Give Up on Me, est un succès mineur au palmarès de RPM (tableau des palmarès par pays). Elle atteint au mieux le 45e rang. Une deuxième, Runnin Wild, atteint le 50e rang. La troisième et dernière, She Don't Wanna Hear, atteint le 41e rang, ratant de peu le Top 40 du palmarès country.

### Born to Roll(album)
La première chanson en solo de Johnny Reid en quatre ans, You Still Own Me, sort en 2004. C'est le premier solo de son troisième album studio Born to Roll. Cet album atteint le 20e rang au tableau des ventes au Canada. L'album Born to Roll sort le 15 mars 2005 chez Open Road Recordings et culmine au 5e rang au palmarès des meilleurs albums country du Canada. Un deuxième solo, Sixty to Zero, atteint le 19e rang ; il s'agit du troisième album en solo destiné à le placer dans le Top 10 du palmarès. Missing an Angel atteint finalement le 6e rang, lui donnant son premier Top 10 de chanteur solo de sa carrière. Un quatrième solo, Time Flies, réussit également à figurer dans le Top 10, culminant au 9e rang. Un cinquième et dernier solo, Gypsy in My Soul, n'atteint que le 12e rang. Born to Roll est devenu son premier album certifié, étant certifié Or par Music Canada (CRIA).
En 2007, le groupe de musique canadien Emerson Drive reprend la chanson You Still Own Me. Cette chanson atteint alors le 22e rang des ventes du côté américain selon le Billboard, parmi les Hot Country Songs.

### Kicking StonesetDance with Me(albums)
Le 10 avril 2007, un nouveau solo intitulé Love Sweet Love sort, première chanson solo de Kicking Stones. Ce solo culmine au 11e rang des palmarès canadiens et est suivi par une suite des 20 meilleurs solos. Le deuxième solo, le titre de l'album, atteint le 13e, et Darlin (Poacher song), le troisième solo de l'album, devient le premier solo du top 5 pour Reid. Deux solos supplémentaires, Thank You et Out of the Blue, sont lancés, atteignant respectivement le 13e et le 7e rang.
Le cinquième album studio de Reid, Dance with Me, sort en mars 2009 et atteint à ses débuts le premier rang du palmarès Canadian Top Country Albums et le 3e rang sur le graphique des albums canadiens. Son album A Woman Like You sort en tant que premier album solo et atteint le 4e rang dans les palmarès en 2009. La chanson titre sort ensuite et atteint le 10e rang, suivi de Old Flame, qui culmine dans le Top 10.
Un album de Noël, Christmas (Johnny Reid album), sort le 10 novembre 2009. Le premier DVD live de Reid, Live at the Jubilee, sort le 9 février 2010.

### A Place Called Love(Un lieu appelé amour) (album)
En 2010, Johnny Reid signe avec EMI Group pour la sortie de son prochain album studio, A Place Called Love, sorti le 31 août 2010. La première chanson en solo, Today I'm Gonna Try and Change the World (Aujourd'hui, je vais essayer de changer le monde) sort le 7 juin. Le deuxième DVD de Reid, Heart & Soul, sort le 29 mars 2011 au Canada.

### Fire It Up(Mets le feu) (album)
L'année 2012 est marquée par la sortie du deuxième album de Johnny Reid pour EMI, Fire It Up. L'album est diffusé le 10 janvier à la radio canadienne et sur iTunes. Il contient des chansons avec des artistes invités canadiens, notamment Carolyn Dawn Johnson et Serena Ryder. Il sort également en version deluxe avec quatre chansons bonus et un DVD présentant sa réalisation.
Johnny Reid sort son deuxième album de Noël, Un cadeau de Noël pour vous, le 22 octobre 2013.

### What Love Is All About(album)
Le premier album studio de Reid pour Universal Music Group Canada, What Love Is All About, sort le 13 novembre 2015. L'album contient un duo avec Kardinal Offishall. Le premier solo de Reid sur l'album est A Picture of You. Il est suivi de Honey Honey.